# Cylloepus filiformis
Cylloepus filiformis is een keversoort uit de familie beekkevers (Elmidae). De wetenschappelijke naam van de soort werd in 1927 gepubliceerd door Darlington.